# 法戈級輕巡洋艦
法戈級輕巡洋艦（英語：Fargo-class cruiser）是美國海軍在第二次世界大戰结束后不久服役的一款輕巡洋艦。

## 簡介
法戈級輕巡洋艦的設計以克里夫蘭級輕巡洋艦為藍本改造而來，主要的區別是緊湊上層配置和將兩個煙囪合併成一個煙囪，意在使防空武器（AA）的配置呈現弧形。同樣使用此一概念的船艦還包括巴爾的摩級重巡洋艦和俄勒岡城級重巡洋艦。這些更改降低了克里夫蘭級的不穩定性，特別是讓它不會出現危險的傾斜。法戈級的主砲塔位置降低了一英尺、位於兩側的副砲塔則降低到與甲板相同的高度，放置40毫米防空武器的支架也被降低。
法戈級輕巡洋艦原先預計建造13艘，但只有法戈號與杭亭頓號建造完成，其餘的因為第二次世界大戰的結束而取消建造。
法戈級的首艦法戈號在1945年2月25日完工，但直到同年的12月9日才正式服役，當時戰爭已經結束了；另一艘杭亭頓號也到1946年才服役。兩艘都在1949到1950年退役，並沒有重新服役。

## 同級艦
| 船名     | 舷號   | 建造廠             | 安放龍骨      | 完工           | 服役          | 退役          | 結局                                                                |
| -------- | ------ | ------------------ | ------------- | -------------- | ------------- | ------------- | ------------------------------------------------------------------- |
| 法戈     | CL-106 | 紐約造船公司       | 1943年8月23日 | 1945年2月25日  | 1945年12月9日 | 1950年2月14日 | 1971年8月18日作為廢鋼出售                                           |
| 亨廷頓   | CL-107 | 紐約造船公司       | 1943年10月4日 | 1945年4月8日   | 1946年2月23日 | 1949年6月15日 | 1962年5月16日作為廢鋼出售                                           |
| 紐華克   | CL-108 | 紐約造船公司       | 1944年1月17日 | 1945年12月14日 | 不適用        | 不適用        | 1945年8月12日取消建造 1945年12月14日參與水下核試爆 1949年4月2日拆解 |
| 紐黑文   | CL-109 | 紐約造船公司       | 1944年2月28日 | 不適用         | 不適用        | 不適用        | 1945年8月12日取消建造並報廢                                         |
| 水牛城   | CL-110 | 紐約造船公司       | 1944年4月2日  | 不適用         | 不適用        | 不適用        | 1945年8月12日取消建造並報廢                                         |
| 威爾明頓 | CL-111 | 克雷普父子造船公司 | 1945年3月5日  | 不適用         | 不適用        | 不適用        | 1945年8月12日取消建造並報廢                                         |
| 瓦列霍   | CL-112 | 紐約造船公司       | 不適用        | 不適用         | 不適用        | 不適用        | 1944年10月5日取消建造                                               |
| 海倫娜   | CL-113 | 紐約造船公司       | 不適用        | 不適用         | 不適用        | 不適用        | 1944年10月5日取消建造                                               |
| 羅阿諾克 | CL-114 | 紐約造船公司       | 不適用        | 不適用         | 不適用        | 不適用        | 1944年10月5日取消建造                                               |
| (未命名) | CL-115 | 紐約造船公司       | 不適用        | 不適用         | 不適用        | 不適用        | 1944年10月5日取消建造                                               |
| 塔拉哈西 | CL-116 | 紐波特紐斯造船公司 | 1944年1月31日 | 不適用         | 不適用        | 不適用        | 1945年8月12日取消建造並報廢                                         |
| 夏延     | CL-117 | 紐波特紐斯造船公司 | 1944年5月29日 | 不適用         | 不適用        | 不適用        | 1945年8月12日取消建造並報廢                                         |
| 查塔努加 | CL-118 | 紐波特紐斯造船公司 | 1944年10月9日 | 不適用         | 不適用        | 不適用        | 1945年8月12日取消建造並報廢                                         |

## 外部連結
- Global Security.org - Fargo-class cruiser （页面存档备份，存于）
- Global Security.org - Fargo-class cruiser specifications （页面存档备份，存于）
- Hazegray - US Cruisers List: US Light/Heavy/AntiAircraft Cruisers, Part 2 （页面存档备份，存于）
- Fargo Class Light Cruisers （页面存档备份，存于）